# ABTS
ABTS (2,2'-azino-bis (3-ethylbenzothiazoline-6-sulfonzuur)) is een chemische verbinding die o.a. wordt gebruikt om de reactiekinetiek van specifieke Enzymen te observeren. Het wordt ook veel gebruikt in een ELISA (Enzyme-Linked Immuno Sorbent Assay) om de binding tussen moleculen te detecteren.
Het wordt vaak gebruikt als substraat in combinatie met waterstofperoxide (H2O2) voor een Peroxidase-enzym of alleen met blauwe multikoperoxidase-enzymen (zoals Laccase). Door het gebruik ervan kan de reactiekinetiek van peroxidasen zelf worden gevolgd. Op deze manier kan het ook worden gebruikt om indirect de reactiekinetiek te volgen van een enzym dat waterstofperoxide produceert. ABTS kan ook gebruikt worden om simpelweg de hoeveelheid waterstofperoxide in een monster te kwantificeren.
Het reductiepotentieel van ABTS is hoog genoeg om als elektronendonor te fungeren voor de reductie van bijvoorbeeld moleculaire zuurstof en waterstofperoxide, met name bij minder extreme pH-waarden die men tegenkomt bij biologische katalyse. Onder deze omstandigheden worden de sulfonaatgroepen volledig gedeprotoneerd en bestaat de mediator als een dianion.
| ABTS – · + e – | ↔ | ABTS 2 – |  | E °′ = 0,67 V vs SHE    |
| ABTS + e –     | ↔ | ABTS – · |  | E °' = 1,08 V vs SHE[1] |
ABTS wordt gekozen omdat het enzym de reactie met waterstofperoxide vergemakkelijkt en er een groen en oplosbaar eindproduct wordt aangemaakt. Het nieuwe absorptiemaximum van 420 nm (ε = 3,6 × 104 M–1 cm–1) kan gemakkelijk worden gevolgd met een spectrofotometer, een algemeen laboratoriuminstrument.

## Toepassingen voedingsindustrie
ABTS wordt ook vaak gebruikt door de voedingsindustrie en landbouwonderzoekers om de antioxiderende eigenschappen van voedingsmiddelen te meten. Polyfenolverbindingen, die veel voorkomen in fruit, kunnen bijvoorbeeld vrije radicalen in het menselijk lichaam 'uitdoven' en zo oxidatieve schade voorkomen die wordt veroorzaakt door vrije radicalen. Potentiële antioxiderende eigenschappen van plantenextracten of voedingsproducten kan gemeten worden door middel van de ABTS-test. In deze test wordt ABTS omgezet in zijn radicale kation. Dit radicale kation is blauw van kleur en absorbeert licht bij 734 nm. Het ABTS-radicaal reageert met de meeste antioxidanten, waaronder fenolen, thiolen en vitamine C. Tijdens deze reactie wordt het blauwe ABTS-radicaalkation weer omgezet in zijn kleurloze neutrale vorm. Deze kleurreactie kan spectrofotometrisch gevolgd worden. Deze test wordt vaak de Trolox equivalent antioxidant capacity (TAEC) assay genoemd. De reactiviteit van de verschillende geteste antioxidanten wordt vergeleken met die van Trolox, een in water oplosbaar analoog van vitamine E.